# Проективная двойственность
Важное свойство проективной плоскости — «симметрия» ролей, которые играют точки и прямые в определениях и теоремах, и двойственность является формализацией этой концепции. Имеются два подхода к концепции двойственности: один, использующий язык «принципа двойственности», позволяет объявить ряд теорем двойственными друг к другу, при этом двойственная к верной теореме тоже верна; и другой, функциональный подход, основанный на специальном отображении двойственности. Связь между подходами состоит в том, что двойственная теорема получается применением отображения двойственности к каждому объекту исходной. Возможен и координатный подход.
Концепция двойственности плоскости легко расширяется до двойственности в любой конечномерной проективной геометрии.

## Принцип двойственности
Принцип двойственности для проективной плоскости утверждает, что если взять любое верное утверждение, сформулированное в терминах проективной геометрии, (любую проективную теорему), и заменить все вхождения каждого термина на двойственный к нему, получится снова верное утверждение. В частности, для утверждений о точках и прямых достаточно заменить каждое вхождение слова «точка» на «прямая», а «прямая» на «точка» (заменив также окружающие их слова соответствующим образом, например «лежит на» на «принадлежит»). О полученном таким образом утверждении говорят, что оно двойственно исходному. Например, для проективной аксиомы «Через каждые две точки проходит единственная прямая» двойственным утверждением является другая проективная аксиома «Каждые две прямые пересекаются в одной точке».
Этот принцип даёт хороший повод для употребления «симметричного» термина для отношения инцидентности. Так, вместо предложения «точка лежит на прямой» можно сказать «точка и прямая инцидентны», и для превращения утверждения в двойственное достаточно слова точка и прямая переставить местами («прямая и точка инцидентны»).
Эта концепция может быть обобщена до двойственности трёхмерного проективного пространства, где понятия «точки» и «плоскости» меняются ролями (а прямые остаются прямыми). Это приводит к Принципу двойственности для пространства. Возможны и дальнейшие обобщения (см. далее).

### Двойственность более сложных фигур

Dual configurations

Конфигурацией точек и прямых с символом {\displaystyle (m_{c},n_{d})} называют набор из {\displaystyle m} точек и {\displaystyle n} прямых таких, что через каждую точку проходит ровно {\displaystyle c} прямых конфигурации, а на каждой прямой ровно {\displaystyle d} точек конфигурации. Двойственным объектом к конфигурации с символом {\displaystyle (m_{c},n_{d})} оказывается конфигурация с символом {\displaystyle (n_{d},m_{c})}. Например, к полному четырёхвершиннику двойственным объектом является полный четырёхсторонник.
Принцип двойственности допускает обобщение на произвольные кривые на проективной плоскости. Для построения двойственной кривой строят двойственную (см. отображение двойственности) к каждой точке данной кривой прямую, а потом рассматривают их огибающую — такую кривую, что все полученные прямые являются к ней касательными.
В частности, для кривых второго порядка на проективной плоскости оказывается, что двойственная кривая тоже является кривой второго порядка.
Более общо, для квадрик в проективном пространстве имеет место следующее утверждение: множество касательных гиперплоскостей к невырожденной квадрике в проективном пространстве {\displaystyle P(L)} образует невырожденную квадрику в пространстве {\displaystyle P(L^{*})} (звёздочка, как обычно, означает сопряжённое пространство). Можно расширить двойственность и на произвольные проективные алгебраические многообразия.

### Двойственные теоремы
Для вещественной проективной плоскости {\displaystyle \mathbb {R} \mathrm {P} ^{2}} существует ряд хорошо известных утверждений, двойственных друг другу. Среди них:
- Теорема Дезарга ⇔ Обратная теорема Дезарга
- Теорема Паскаля ⇔ Теорема Брианшона
- Теорема Менелая ⇔ Теорема Чевы

### Двойственные многогранники
В стереометрии имеет место двойственность многогранников, когда точки двойственны граням, а рёбра двойственны рёбрам, так что, например, икосаэдр двойственен додекаэдру, а куб двойственен октаэдру. Одним из способов построения этой двойственности является применение проективной двойственности.

### Формализация
Если определять проективную плоскость аксиоматически как структуру инцидентности в терминах множества точек {\displaystyle P}, множества прямых {\displaystyle L} и бинарного отношения инцидентности {\displaystyle I}, которое определяет, какие точки лежат на каких прямых, то можно определить двойственную структуру плоскости.
Если обменять ролями «точки» и «прямые» в структуре инцидентности
{\displaystyle C=(P,L,I),}
получим двойственную структуру
{\displaystyle C^{\ast }=(L,P,I^{\ast }),}
где {\displaystyle I^{\ast }} — обратное отношение к {\displaystyle I}. {\displaystyle C^{\ast }} является также проективной плоскостью, которая называется дуальной (двойственной) плоскостью для {\displaystyle C}.
Если {\displaystyle C} и {\displaystyle C^{\ast }} изоморфны, то {\displaystyle C} называется самодвойственной. Проективные плоскости {\displaystyle \operatorname {PG} (2,K)} для любого поля (или, в более общем случае, для любого тела, изоморфного двойственному себе) {\displaystyle K} являются самодвойственными. В частности, дезарговы плоскости конечного порядка всегда самодвойственны. Однако среди недезарговых плоскостей существуют как самодвойственные (например, плоскости Хьюза), так и не самодвойственные (например, плоскости Холла).

## Двойственность как отображение
Двойственность (плоскости) — это отображение из проективной плоскости {\displaystyle C=(P,L,I)} в её дуальную {\displaystyle C^{\ast }=(L,P,I^{\ast })}, сохраняющее свойство инцидентности. Таким образом, двойственность {\displaystyle \sigma } отображает точки в прямые и прямые в точки ({\displaystyle P^{\sigma }=L} и {\displaystyle L^{\sigma }=P}) таким образом, что если точка {\displaystyle Q} лежит на прямой {\displaystyle m} (обозначается {\displaystyle QIm}), то {\displaystyle m^{\sigma }I^{\ast }Q^{\sigma }\Leftrightarrow QIm}.
Двойственность, определённая таким образом, не обязательно является биекцией. Двойственность проективных плоскостей, являющуюся изоморфизмом, называют корреляцией. Иногда ограничиваются только случаем автоморфизма, то есть отображения из проективной плоскости в себя, тогда существование корреляции означает самодвойственность проективной плоскости.

### Связь с коллинеацией
Можно смотреть на понятие корреляции как на аналог понятия коллинеации. Коллинеация — отображение между проективными плоскостями, отображающее точки в точки, а прямые в прямые, то есть сохраняющее инцидентность.
Важным свойством коллинеаций является то, что они сохраняют двойное отношение.
Корреляции тоже удовлетворяют этому требованию, переводя двойное отношение точек в двойное отношение прямых. Таким образом, при переводе множества точек на прямой в пучок прямых через точку каждая гармоническая четвёрка точек переводится в гармоническую четвёрку прямых.
Рассмотрев композицию произвольной корреляции {\displaystyle \varphi } самой с собой, мы автоматически получаем некоторую коллинеацию {\displaystyle \varphi ^{2}}. Если это оказывается тождественное отображение, то есть если сама корреляция является инволюцией, то она называется поляритетом или полярным соответствием. Иногда это название применяют только к соответствию конкретного вида, см. #Полюса и поляры.
Отображения с теми же свойствами могут быть введены и в пространствах более высоких размерностей, все рассуждения повторяются дословно.

### Классификация корреляций
Так как композиция двух корреляций — коллинеация, это позволяет классифицировать коллинеации, после чего множество всех корреляций описывается как композиция фиксированной корреляции со всеми коллинеациями.
Понятие коллинеации тесно связано с понятием проективного преобразования. Формально, проективным преобразованием {\displaystyle \mathbb {R} \mathrm {P} ^{n}} называют такую коллинеацию, которая происходит из линейного оператора на {\displaystyle \mathbb {R} ^{n+1}}. Оказывается, в вещественном случае или при {\displaystyle n>2} эти понятия просто совпадают.
Для проективной плоскости вида {\displaystyle \operatorname {PG} (2,K)}, где {\displaystyle K} — тело, по фундаментальной теореме проективной геометрии любая коллинеация является композицией автоморфизма {\displaystyle K} и проективного преобразования.
При помощи этого можно показать, что корреляция на {\displaystyle \operatorname {PG} (2,K)} задаётся произвольной полуторалинейной формой на {\displaystyle K^{3}} ассоциированной с произвольным антиавтоморфизмом поля {\displaystyle K}. При этом каждое подпространство отображается в ортогональное ему относительно данной формы.

## Двойственность в однородных координатах
Двойственность проективной плоскости является частным случаем двойственности для проективных пространств, преобразований {\displaystyle \operatorname {PG} (n,K)} (которые обозначаются также {\displaystyle K\mathbb {P} ^{n}}), где {\displaystyle K} — поле, обменивающих объекты размерности {\displaystyle r} с объектами размерности {\displaystyle n-1-r} (= коразмерность {\displaystyle r+1}). Таким образом, в проективном пространстве размерности {\displaystyle n} точки (размерность 0) будут соответствовать гиперплоскостям (коразмерность 1), прямые, проходящие через две точки (размерность 1), будут соответствовать пересечению двух гиперплоскостей (коразмерность 2), и так далее.
Точки {\displaystyle \operatorname {PG} (n,K)} можно рассматривать как ненулевые вектора в ({\displaystyle n+1})-мерном векторном пространстве над {\displaystyle K}, в котором мы отождествляем вектора, отличающиеся умножением на скаляр. Ненулевой вектор {\displaystyle \mathbf {u} =(u_{0},u_{1},\ldots ,u_{n})} в {\displaystyle K^{n+1}} также определяет ортогональное ему {\displaystyle (n-1)}-мерное подпространство (гиперплоскость) {\displaystyle H_{u}}:
{\displaystyle H_{u}=\{(x_{0},x_{1},\ldots ,x_{n}):u_{0}x_{0}+\ldots +u_{n}x_{n}=0\}.}
Вектор {\displaystyle \mathbf {u} }, используемый для определения гиперплоскости, обозначим {\displaystyle \mathbf {u} _{H}}, а для обозначения точки, соответствующей концу вектора, будем использовать обозначение {\displaystyle \mathbf {u} _{P}}. В терминах обычного скалярного произведения, {\displaystyle H_{u}=\{\mathbf {x} _{P}:\mathbf {u} _{H}\cdot \mathbf {x} _{P}=0\}}. Поскольку {\displaystyle K} является полем, скалярное произведение симметрично, что означает {\displaystyle \mathbf {u} _{H}\cdot \mathbf {x} _{P}=u_{0}x_{0}+u_{1}x_{1}+\ldots +u_{n}x_{n}=x_{0}u_{0}+x_{1}u_{1}+\ldots +x_{n}u_{n}=\mathbf {x} _{H}\cdot \mathbf {u} _{P}}. Можно задать корреляцию {\displaystyle {\textbf {u}}_{P}\leftrightarrow H_{u}} между точками и гиперплоскостями. Это соответствие можно распространить на прямые, образованные двумя точками и пересечение двух гиперплоскостей, и так далее.
На проективной плоскости {\displaystyle \operatorname {PG} (2,K)} с полем {\displaystyle K} мы имеем соответствие: однородные координаты {\displaystyle (a,b,c)\leftrightarrow } прямые, задаваемые уравнениями {\displaystyle ax+by+cz=0}. В проективном пространстве {\displaystyle \operatorname {PG} (3,K)} соответствие выглядит как точки в однородных координатах {\displaystyle (a,b,c,d)} ↔ плоскости, задаваемые уравнениями {\displaystyle ax+by+cz+dw=0}. Это соответствие также отображает прямую, задаваемую двумя точками {\displaystyle (a_{1},b_{1},c_{1},d_{1})} и {\displaystyle (a_{2},b_{2},c_{2},d_{2})}, в прямую, которая является пересечением двух плоскостей, задаваемых уравнениями {\displaystyle a_{1}x+b_{1}y+c_{1}z+d_{1}w=0} и {\displaystyle a_{2}x+b_{2}y+c_{2}z+d_{2}w=0}.
Скалярное произведение в {\displaystyle K^{n+1}} можно заменить на произвольную невырожденную билинейную форму, тем самым построив другие корреляции.

## Геометрическое построение взаимного преобразования
Соответствие в {\displaystyle \operatorname {PG} (2,R)} в однородных координатах может быть описано геометрически. Для этого используется модель вещественной проективной плоскости «единичная сфера с отождествлением антиподов», или, что эквивалентно, модель прямых и плоскостей, проходящих через начало координат пространства {\displaystyle \mathbb {R} ^{3}}. Сопоставим прямой, проходящей через начало координат, единственную ортогональную ей плоскость, содержащую начало координат. Если в этой модели прямые считать точками, а плоскости — прямыми проективной плоскости {\displaystyle \operatorname {PG} (2,R)}, это сопоставление становится соответствием (а фактически — полярным отображением) проективной плоскости. Сферическую модель можно получить как пересечение прямых и плоскостей, проходящих через начало координат, с единичной сферой, имеющей центр в начале координат. Прямые пересекают сферу в двух противоположных точках, которые отождествляются для получения точки проективной плоскости, плоскости же пересекают сферу по большим кругам, которые являются прямыми проективной плоскости.
То, что такое сопоставление «сохраняет» инцидентность, легко показать на модели прямых и плоскостей. Точка, инцидентная прямой в проективной плоскости, соответствует прямой, лежащей на плоскости в модели. При двойственности плоскость становится прямой, проходящей через начало координат и перпендикулярной плоскости. Этот образ (прямая) перпендикулярен любой прямой, лежащей на исходной плоскости, а в частности и исходной прямой (точке проективной плоскости). Все прямые, перпендикулярные исходной прямой, образуют плоскость, которая является образом исходной прямой. Таким образом, образ прямой лежит в образе плоскости, так что инцидентность сохранена.

## Полюса и поляры

Полюс и поляра для окружности., — поляра для, — полюс для.

На евклидовой плоскости зафиксируем окружность {\displaystyle C} с центром {\displaystyle O} и радиусом {\displaystyle r}. Для каждой точки {\displaystyle P}, отличной от {\displaystyle O}, определим образ {\displaystyle P'=Q} на луче {\displaystyle OP} по правилу {\displaystyle OP\cdot OQ=r^{2}}. Так определенное отображение {\displaystyle P\mapsto Q} называется инверсией относительно окружности {\displaystyle C}. Прямая {\displaystyle q}, проходящая через {\displaystyle P}, перпендикулярная {\displaystyle OP}, называется полярой точки {\displaystyle Q} по отношению к окружности {\displaystyle C}.
Пусть {\displaystyle q} — прямая, не проходящая через {\displaystyle O}. Опустим перпендикуляр из {\displaystyle OP} из точки {\displaystyle O} на прямую {\displaystyle q}. Пусть {\displaystyle Q} — образ точки {\displaystyle P} при инверсии относительно {\displaystyle C}. Тогда говорят, что {\displaystyle Q} — полюс прямой {\displaystyle q}. Если точка {\displaystyle M} лежит на прямой {\displaystyle q} (не проходящей через {\displaystyle O}), то полюс {\displaystyle Q} прямой {\displaystyle q} лежит на поляре {\displaystyle m} точки {\displaystyle M} и наоборот. Таким образом, отображение, при котором точки и прямые переходят в их поляры и полюсы по отношению к {\displaystyle C}, сохраняет инцидентность и является проективным преобразованием.
Чтобы сделать этот процесс взаимно-однозначным преобразованием и превратить в корреляцию, евклидову плоскость необходимо расширить до проективной плоскости путём добавления прямой на бесконечности и точек на бесконечности, которые лежат на этой бесконечно удалённой прямой. На этой расширенной плоскости мы определяем поляру точки {\displaystyle O} как прямую на бесконечности (а точка {\displaystyle O} является полюсом бесконечно удалённой прямой), и полюсы прямых, проходящих через {\displaystyle O} как точки на бесконечности, где, если прямая имеет угловой коэффициент {\displaystyle s(\neq 0)}, её полюс является бесконечно удалённой точкой, соответствующей классу параллельных прямых с наклоном {\displaystyle -1/s}. Полюс для оси {\displaystyle x} — это точка на бесконечности вертикальных прямых, а полюс оси {\displaystyle y} — точка на бесконечности горизонтальных прямых.
Построение полярного преобразования для инверсии относительно окружности, данное выше, можно обобщить с использованием инверсии относительно конических сечений (на расширенной вещественной плоскости). Взаимное преобразование, построенное таким образом, является проективной корреляцией порядка 2, то есть полярным преобразованием.

## Отображение сферы в плоскость
Модель проективной плоскости с единичной сферой изоморфна (принимая во внимание свойство инцидентности) планарной модели, где плоскость расширена проективной прямой на бесконечности. В этой модели противоположные точки сферы (относительно центра) считаются одной точкой.
Чтобы сопоставить точкам сферы точки на плоскости, положим, что сфера касается плоскости в некоторой точке и эту точку мы выберем в качестве начала координат плоскости. Теперь проведём прямую через точку на сфере и центр сферы. Эта прямая пересечёт сферу в некоторой точке.
Полученную точку можно использовать для построения взаимно однозначного отображения
{\displaystyle f:[0,\pi /2]\times [0,2\pi ]\rightarrow \mathbb {R} P^{2}.}.
Если точки в {\displaystyle \mathbb {R} P^{2}} заданы в однородных координатах, то
{\displaystyle f:(\theta ,\phi )\mapsto [\cos \phi :\sin \phi :\cot \theta ],}
{\displaystyle f^{-1}:[x:y:z]\mapsto \left(\arctan {\sqrt {\left({x \over z}\right)^{2}+\left({y \over z}\right)^{2}}},\arctan _{2}(y,x)\right).}
Прямые на планарной модели являются проекциями больших окружностей сферы, поскольку через прямую на плоскости и начало 3-мерных координат можно провести плоскость, и эта плоскость будет пересекать сферу по большой окружности.
Как можно видеть, любой большой окружности на сфере можно сопоставить проективную точку, соответствующую единственной прямой, перпендикулярной плоскости, на которой окружность лежит и которую можно определить как двойственную. Эта прямая пересекает касательную плоскость, и это показывает, каким образом сопоставить единственную точку плоскости любой прямой этой плоскости, таким образом, что точка будет двойственной к прямой.